# 1979-es Formula–1 holland nagydíj
A holland nagydíj volt az 1979-es Formula–1 világbajnokság tizenkettedik futama.

## Futam
A holland nagydíj időmérő edzésén René Arnoux autózta a legjobb időt Alan Jones, Regazzoni, Jabouille, valamint Scheckter és Villeneuve Ferrarija előtt. A rajtnál Jones vette át a vezetést. Arnoux-t a belső oldalról Regazzoni a külsőről Jabouille és Villeneuve fogta közre, a francia pedig összeütközött Regazzoni Williamsével, mindketten kiestek. Scheckter visszaesett a mezőny végére, majd innen visszaküzdötte magát az élmezőnybe. A 11. körben Villeneuve a Tarzan-kanyar külső ívén megelőzte Jonest, ezzel az élre állt. A következő körben Rosberg megelőzte Pironit a negyedik helyért, később Scheckter mindkettőjüket megelőzte, majd Jabouille kuplunghiba miatti kiesésének köszönhetően a harmadik helyre lépett előre. A 47. körben Gilles Villeneuve megcsúszott, Jones visszatért az élre (annak ellenére, hogy váltóprobléma hátráltatta). 4 körrel később Villeneuve bal hátsó kereke felrobbant, emiatt a kanadai ismét megcsúszott. Villeneuve három keréken autózva visszatért a boxba, de a felfüggesztése annyira megsérült, hogy nem folytathatta a versenyt. Így Scheckter végzett másodikként, míg Pironi kiesése után Laffite-é lett a harmadik hely. Piquet negyedik, Ickx ötödik, Mass hatodik lett.
| Helyezés | #  | Versenyző             | Csapat/Motor       | Körök | Idő/Kiesés oka | Rajthely | Pontszám |
| -------- | -- | --------------------- | ------------------ | ----- | -------------- | -------- | -------- |
| 1        | 27 | Alan Jones            | Williams-Ford      | 75    | 1:41:19,775    | 2        | 9        |
| 2        | 11 | Jody Scheckter        | Ferrari            | 75    | +21,783        | 5        | 6        |
| 3        | 26 | Jacques Laffite       | Ligier-Ford        | 75    | +1:03,253      | 7        | 4        |
| 4        | 6  | Nelson Piquet         | Brabham-Alfa Romeo | 74    | +1 kör         | 11       | 3        |
| 5        | 25 | Jacky Ickx            | Ligier-Ford        | 74    | +1 kör         | 20       | 2        |
| 6        | 30 | Jochen Mass           | Arrows-Ford        | 73    | +2 kör         | 18       | 1        |
| 7        | 31 | Héctor Rebaque        | Lotus-Ford         | 73    | +2 kör         | 24       |          |
| Kiesett  | 3  | Didier Pironi         | Tyrrell-Ford       | 51    | Felfüggesztés  | 10       |          |
| Kiesett  | 12 | Gilles Villeneuve     | Ferrari            | 49    | Gumi           | 6        |          |
| Kiesett  | 18 | Elio de Angelis       | Shadow-Ford        | 40    | Erőátvitel     | 22       |          |
| Kiesett  | 20 | Keke Rosberg          | Wolf-Ford          | 33    | Motorhiba      | 8        |          |
| Kiesett  | 15 | Jean-Pierre Jabouille | Renault            | 26    | Kuplung        | 4        |          |
| Kiesett  | 7  | John Watson           | McLaren-Ford       | 22    | Motorhiba      | 12       |          |
| Kiesett  | 4  | Jean-Pierre Jarier    | Tyrrell-Ford       | 20    | Kicsúszás      | 16       |          |
| Kiesett  | 9  | Hans-Joachim Stuck    | ATS-Ford           | 19    | Erőátvitel     | 15       |          |
| Kiesett  | 17 | Jan Lammers           | Shadow-Ford        | 12    | Váltó          | 23       |          |
| Kiesett  | 1  | Mario Andretti        | Lotus-Ford         | 9     | Felfüggesztés  | 17       |          |
| Kiesett  | 29 | Riccardo Patrese      | Arrows-Ford        | 7     | Fék            | 19       |          |
| Kiesett  | 8  | Patrick Tambay        | McLaren-Ford       | 6     | Motorhiba      | 14       |          |
| Vi       | 5  | Niki Lauda            | Brabham-Alfa Romeo | 4     | Visszalépett   | 9        |          |
| Kiesett  | 14 | Emerson Fittipaldi    | Fittipaldi-Ford    | 2     | Elektronika    | 21       |          |
| Kiesett  | 2  | Carlos Reutemann      | Lotus-Ford         | 1     | Felfüggesztés  | 13       |          |
| Kiesett  | 16 | René Arnoux           | Renault            | 1     | Felfüggesztés  | 1        |          |
| Kiesett  | 28 | Clay Regazzoni        | Williams-Ford      | 0     | Baleset        | 3        |          |
| NK       | 22 | Patrick Gaillard      | Ensign-Ford        |       |                |          |          |
| NK       | 24 | Arturo Merzario       | Merzario-Ford      |       |                |          |          |

## Statisztikák
Vezető helyen:
- Alan Jones: 39 (1-10 / 47-75)
- Gilles Villeneuve: 36 (11-46)

Alan Jones 4. győzelme, René Arnoux 2. pole-pozíciója, Gilles Villeneuve 7. leggyorsabb köre.
- Williams 4. győzelme.